# Natação nos Jogos Pan-Americanos de 1999 - 800 m livre feminino
O evento dos 800 m livre feminino nos Jogos Pan-Americanos de 1999 foi realizado em Winnipeg, Canadá, em 5 e 6 de agosto de 1999. A última campeã dos Jogos Pan-Americanos foi Trina Jackson, dos Estados Unidos.
Essa corrida consistiu em dezesseis voltas em nado livre em piscina olímpica.

## Resultados
Todos os tempos estão em minutos e segundos.
| CHAVE: | q | Mais rápidos não-classificados | Q | Classificados | GR | Recorde dos jogos | NR | Recorde nacional | PB | Melhor marca pessoal | SB | Melhor marca na temporada |

### Eliminatórias
A primeira fase foi realizada em 5 de agosto.
| Posição | Nome            | Nação              | Tempo   | Notas |
| ------- | --------------- | ------------------ | ------- | ----- |
| 1       | Kaitlin Sandeno | USA Estados Unidos | 8:49.25 | Q     |
| 2       | -               | -                  | -       | Q     |
| 3       | -               | -                  | -       | Q     |
| 4       | -               | -                  | -       | Q     |
| 5       | Alexis Binder   | USA Estados Unidos | 8:53.97 | Q     |
| 6       | -               | -                  | -       | Q     |
| 7       | -               | -                  | -       | Q     |
| 8       | -               | -                  | -       | Q     |

### Final
A final foi realizada em 6 de agosto.
| Posição           | Nome                  | Nação              | Tempo   | Notas |
| ----------------- | --------------------- | ------------------ | ------- | ----- |
| Medalha de ouro   | Kaitlin Sandeno       | USA Estados Unidos | 8:34.65 | GR    |
| Medalha de prata  | Janelle Atkinson      | JAM Jamaica        | 8:39.51 |       |
| Medalha de bronze | Lindsay Beavers       | CAN Canadá         | 8:44.21 |       |
| 4                 | Alexis Binder         | USA Estados Unidos | 8:48.15 |       |
| 5                 | Danielle Bell         | CAN Canadá         | 8:51.89 |       |
| 6                 | Ana Muniz             | BRA Brasil         | 8:52.36 |       |
| 7                 | Nayara Ribeiro        | BRA Brasil         | 8:57.61 |       |
| 8                 | Michelle Diago Jensen | PUR Porto Rico     | 8:59.31 |       |